# Ensayo de gramática de catalán moderno

Ensayo de gramática de catalán moderno (en français : « Essai de grammaire du catalan moderne ») est la première grammaire écrite par Pompeu Fabra. Elle est écrite en espagnol et est publiée par L'Avenç en 1891. Pompeu Fabra l'écrit entre 1884 et 1887 alors qu'il n'a que 16-19 ans. À cette époque, Pompeu Fabra n'a pas encore de formation générale en linguistique, mais ce travail montre l'intuition et l'initiative scientifique qui le caractériseront tout au long de sa vie.
Loin d'être une grammaire prescriptive de la langue écrite, comme c'était habituel à l'époque, Pompeu Fabra veut décrire une langue vivante, parlée à Barcelone, correspondant donc au catalan central. Ce sera l'un des principes de l'œuvre de Fabra : la langue de référence doit être la prolongation de la langue parlée. Il souhaite également éliminer les castillanismes usuels de l'époque. La motivation du jeune Fabra vient de son insatisfaction de la grammaire de référence du XIXe siècle, la Gramática de la lengua catalana (en français : « Grammaire de la langue catalane ») d'Antoni de Bofarull et d'Adolf Blanch (ca).[réf. nécessaire]

## Structure de l'ouvrage
Le sommaire de l'ouvrage est le suivant :
« Primera parte
- Pronunciación : Sílaba tónica - Vocales - Consonantes
- Nombre : Formación del plural - Género - Adjetivos de dos terminaciones - Adjetivos de una terminación - Grados de significación - Derivación
- Articulo
- Adjetivos determinativos : Posesivos - Demostrativos - Relativos é interrogativos - Indefinidos - Numerales
- Pronombre : Pronombres personales - Pronombres posesivos - Pronombres demostrativos Pronombres relativos - Pronombres indefinidos
- Verbo : Terminaciones - Radical - Verbos irregulares de la conjugación a - Verbos irregulares de la conjugación e - Verbos irregulares de la conjugación i - Pretérito definido - Forma compuesta - Tiempos compuestos - Participio pasado
- Adverbio : Adverbios de lugar - Adverbios de tiempo - Adverbios de cantidad - Adverbios de modo - Afirmación, negación y duda
- Particúlas en, hi
- Preposición y conjunción

Segunda parte
- Catalán académico : Formación del plural - Artículo - Adjetivos determinativos - Afijos - Verbo - Preposición
- Ortografía : Acento ortográfico - Vocales átonas - Apóstrofo - Consonantes - Letras mudas »

La première partie de l'essai est orientée vers le catalan parlé et se compose des neuf chapitres. La seconde partie de l'ouvrage, plus courte, est composée de deux chapitres sur des questions problématiques de morphologie et d'orthographe en catalan écrit (ou académique). Fabra est bien conscient de la distance entre la langue littéraire écrite du moment, pleine d'archaïsmes, et défendue par les auteurs de la tradition des Jeux floraux, et la langue orale. L'objectif de modernisation qui guidera son travail grammatical le conduira à rapprocher la langue écrite et la langue parlée.

## Éditions

### Édition d'origine
- (es) Pompeyo Fabra, Ensayo de gramática de catalán moderno, Barcelone, Est. y Llib. L'Avenç de Massó y Casas, 1891, 123 p.. — Texte intégral, sur ocpf.iec.cat, IEC.

### Rééditions modernes
En 1993, les éditions Alta Fulla publient l'Ensayo de gramática de catalán moderno et la Contribució a la gramàtica de la llengua catalana dans une édition en fac-similé, avec une étude détaillée des deux œuvres par Sebastià Bonet (ca), également responsable de l'édition.
L'Essai est également reproduit en 2005 dans le volume 1 des Œuvres complètes de Pompeu Fabra sous la direction de Jordi Mir (ca) et Joan Solà.
- (ca) Sebastià Bonet (dir.), Ensayo de gramática del catalán moderno : Contribució a la gramàtica de la llengua catalana, Barcelone, Ed. Alta Fulla, coll. « Documents de filologia catalana », 1993, 280 p. (ISBN 84-7900-048-1, présentation en ligne).
- (ca) Jordi Mir (dir.) et Joan Solà (dir.), Obres completes de Pompeu Fabra [« Œuvres complètes »], vol. 1 : Gramàtiques de 1891, 1898, 1912, Badalone, Ed. Proa (Grup 62), mai 2005, 952 p. (ISBN 84-8437796-2 et 978-84-8437796-2).